# Augustine Ndubueze Echema
Mons. Augustine Ndubueze Echema (* 28. prosince 1958 Ohuhu Nsulu) je nigerijský římskokatolický duchovní a biskup abaský.

## Život
Narodil se 28. prosince 1958 v Ohuhu Nsulu.
Vstoupil do nižšího semináře svatého Petra Clavera v Okpale. Poté studoval filosofii na Bigard Memorial Seminary a teologii v semináři v Enugu. Byl poslán na Teologickou fakultu svatého Jiří ve Frankfurtu nad Mohanem, kde získal titul doktor teologie se specializací v liturgice. Dne 16. srpna 1986 byl vysvěcen na kněze a inkardinován do diecéze Owerri. 
Po vysvěcení působil jako formátor v nižším semináři a následně jako farář ve farnosti svatého Marka v Umuneke Ngor. Od roku 1996 přednášel na Catholic Institute of West Africa v Port Harcourt. Byl také předsedou liturgické komise arcidiecéze Owerii.
Dne 28. prosince 2019 jej papež František jmenoval biskupem abaským. Biskupské svěcení přijal 12. února 2020 z rukou arcibiskupa Antonia Guida Filipazziho a spolusvětiteli byli arcibiskup Anthony John Obinna a arcibiskup Fortunatus Nwachukwu. 